# سعيدة
سعيدة، ( بالأمازيغية : ⵙⵄⵉⴷⴰ ).مدينة وبلدية تابعة إدارياً إلى دائرة سعيدة بولاية سعيدة جزائرية. عدد سكانها أكثر من 492000 نسمة (2024). تقع المدينة في جنوب الأطلس التلي في منطقة ذات أهمية. تأسست المدينة كمعسكر فرنسي عام 1854. من بين النشاطات الرئيسية في المدينة الصناعة الجلدية وإنتاج المياه المعدنية والزراعة.

## التسمية
تذكر الروايات أن المدينة كانت تحمل الاسم الأمازيغي «تيرسيف»[بحاجة لمصدر]، كما حملت اسم زوجة عبد الله بن رابي، عم مهدي العبد، وهو الخليفة الذي حكم المنطقة في القرن التاسع الميلادي. كما سميت «حاز سعيدة» ويعود للمياه المعدنية الساخنة لسيدي عيسى وذلك في عهد الفاطميين، كما سميت العقبان لوجودها في وسط الهضاب العليا ولانتشار طائر العقاب فيها، هذا وقد أسماها الأمير عبد القادر «سعيدة» نظراً لما حققه فيها من قوة، وهو الاسم الذي بقيت عليه لليوم.

## جغرافيا

### الموقع
يحد بلدية سعيدة كل من:
- شمالاً: أولاد خالد.
- جنوباً: عين الحجر والحساسنة.
- شرقاً: أولاد خالد.
- غرباً: ذوي ثابت.

## تاريخ

### ما قبل التاريخ
وجدت منذ عصور ما قبل التاريخ ويشهد على ذلك محطات عديدة مثل المغارات، المخابئ والرسوم الحجرية مثل تلك الموجودة بمنطقة تيفريت. أقام بها الإنسان منذ أكثر من 15 ألف سنة وقد كان يعيش تحت الصخور وفي المغارات كمغارة «الإنسان» التي توجد بالضفة الشمالية لمصب واد سعيدة، حيث تم اكتشافها عام 1891، وحسب الدراسات فإن هذه المغارة تعود إلى العصر الحجري الوسيط، كما يوجد بمنطقة تيفريت 30 كم شرق سعيدة مغارة أخرى تعود إلى العصر الحجري الحديث وحسب ابن خلدون يعتبر البربر أول سكان سعيدة.

### تاريخ قديم
مرت على سعيدة العديد من الحضارات منذ عصور ما قبل الميلاد، ففي القرن الثالث الميلادي كانت تحت سيطرة الملك النوميدي «ماسينيسا»، وقد كانت في عصره منطقة زراعية قوية، ثم وقعت تحت سيطرة الاحتلال الروماني عام 40م[محل شك]، أما عام 429م فقد احتلها الو ندال. في القرن السابع الميلادي ترسخت المسيحية في المنطقة مع «الجدارين الفر نديين» –معنى جدارين هم المدافعون عن الله- وهم البربر المسيحيين.

### الحقبة الإسلامية
في القرن الثامن الميلادي، تم فتحها من قبل المسلمين بصعوبة بعد مقاومات استمرت أكثر من نصف قرن ثم تم تاسيس مملكة «تيهرت» (704م-858م) وقد عرفت في الفترة تطور وحضارة مميزين في جميع الميادين بينما سيطر الفاطميون على المنطقة في القرن العاشر الميلادي في عهد الخليفة الفاطمي المنتصر (1036-1094)ذ، أما في القرن الثاني عشر الميلادي سيطر المرابطون ثم الموحدون الذين استقروا في سعيدة عام 1147. عام 1269 جاء الزيانيون وبقوا إلى غاية 1550 وهو تاريخ الفتح العثماني لشرق الأوسط وشمال أفريقيا. كمعظم مدن شمال الجزائر وقعت سعيدة تحت الحكم العثماني وضمت إلى بايلك معسكر (1701-1791) تحت حكم الأغا.

### الإحتلال الفرنسي

شعار المدينة إبان الإحتلال الفرنسي

احتل الفرنسيون الجزائر العاصمة عام 1830 ثم احتلوا وهران ومرسى الكبير وكذلك معسكر ابتداء من 1835، حيث تنقل الأمير عبد القادر إلى سعيدة وأسس قاعدته العسكرية بغابة العقبان "vieux Saida" وهي تحتوي على برج مراقبة روماني، في 22 أكتوبر1841 بدأ الفرنسيون يدخلون سعيدة بقيادة الجنرال بيجو بعد أن تركها الأمير في حالة جيدة.
في هذه الفترة عرفت المنطقة العديد من المعارك ضد المحتل الفرنسي مثل معركة «عين المانعة» 24أوت و12/09/1843م معركتي «تيرسين» و«سيدي يوسف» في 22/09/1843م، كما كانت هناك العديد من المعارك جنوب المنطقة بقيادة الشيخ بو عمامة. تواصل استقرار المعمرين في المنطقة خصوصا بعد 1870م والذين استولوا على أملاك الفلاحين العرب وجردوهم منها لتفقيرهم. عام 1881م تمت مبايعة الشيخ بوعمامة. في نوفمبر 1886 استقـرت في المنطقة الفرق العسكريـة الأجنبيـة " la légion étrangère".
كرونولوجبا الأحداث في سعيدة من 1945-1962:
- 02/05/1945 مظاهرات بمدينة سعيدة.
- 18/05/1945 أعمال عنف تمثلت في حرق مقر البلدية ومستودع للفحم وقطع الأسلاك الهاتفية.
- 27/06/1947 نشأة أول نادي مسلم في المنطقة وهو «نادي مولودية سعيدة».
- 01/11/1954 اندلاع الثورة التحريرية.
- مارس 1956 امتداد الثورة في المنطقة، حيث في التنظيم العسكري والسياسي لمؤتمر الصومام تم تقسيم ولاية سعيدة بين المنطقتين6و8 للولاية الخامسة.
- عام 1957 نشأة أول خلية للفدائيين المقيمين بسعيدة.
- ديسمبر 1958 نقل العقيد مار سال بيجار إلى المنطقة.
- 05/07/1962 الجزائر حرة مستقلة.

طيلة الثورة التحريرية كانت المنطقة شاهدة على العديد من العمليات المسلحة من طرف الثوريين. إذ سجلت وقوع 1700 شهيد في ساحة الشرف لتعيش الجزائر حرة، حيث تم تسجيل 81 عملية من معارك؛ اشتباكات عسكرية وأعمال تخريب وذلك من 1956 إلى 1962 وهي كالتالي:
- 1956: 06
- 1957: 11
- 1958: 37
- 1959: 19
- 1960: 02
- 1961: 04
- 1962: 02

بعض أهم المعارك:
- معركة الخلايفة.
- معركة جبل لخضر.
- معركة ميمونة.
- معركة أولاد خالد.
- معركة تامسنة.
- معركة حاسي العبد.
- معركة المرجة.
- معركة جبل بوعتروس.
- معركة الوهايبة.
- معركة سيدي دومة.
- معركة هونت.

## منشآت

### دينية

#### زاوية مولاي الطيبة

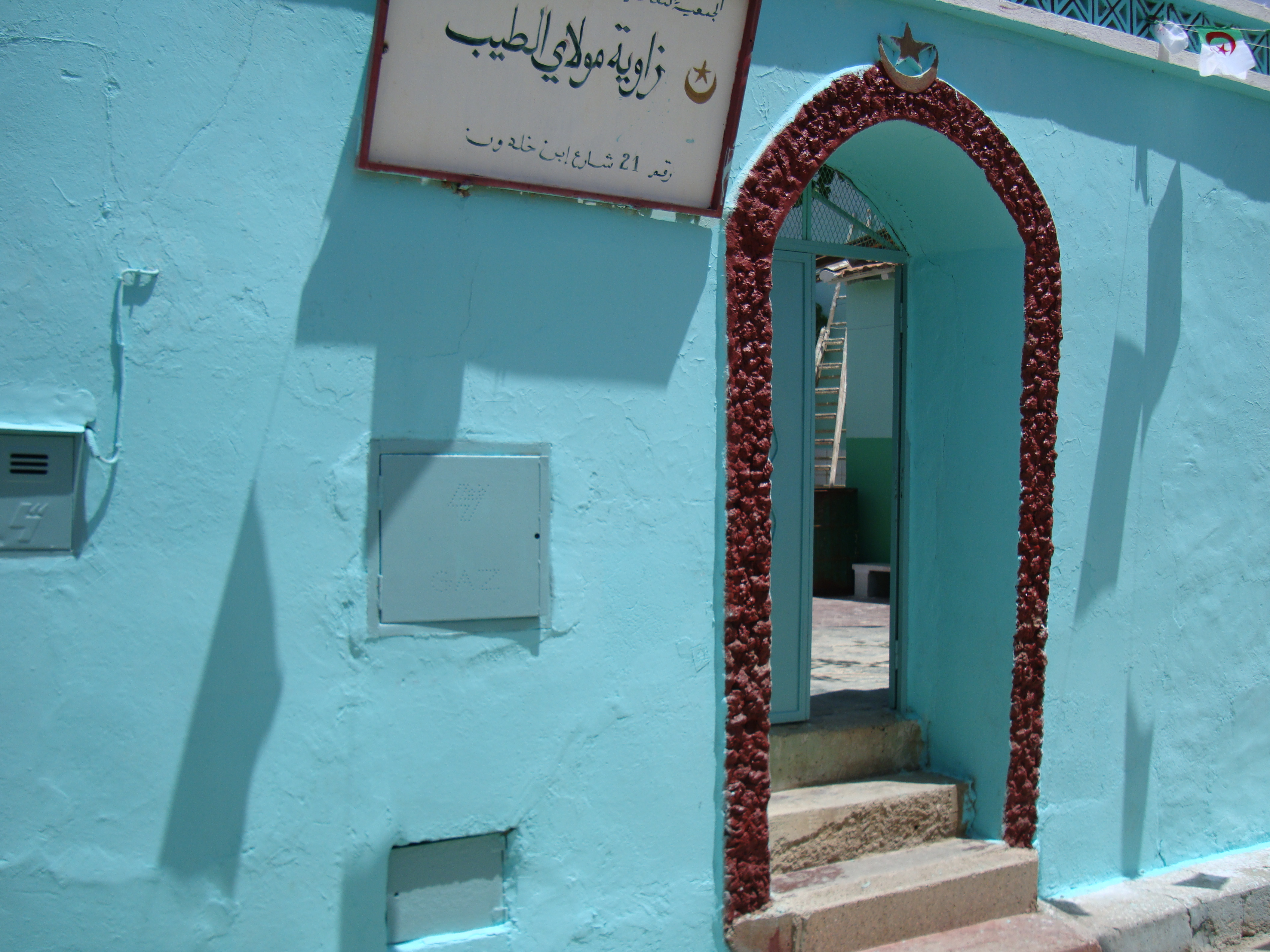
زاوية مولاي الطيب بسعيدة

تعتبر زاوية مولاي الطيب من بين الزوايا المحلية التي أعطت الكثير للعلم والدين، بحيث تخرج على يد مشايخها العديد من الأمة والفقهاء، زيادة على أنها مركز عبور لعابري السبيل وتشهد إحدى قاعاتها الخاصة بتحفيظ القرآن إقبالا كبيرا من التلاميذ والطلاب من مختلف المراحل الدراسية. وقد تم بناءها في نهاية القرن التاسع عشر بفضل مبادرة من أبناءها والمحسنين عن طريق الهبات والمساعدات بهدف التكوين في مجال الفقه الإسلامي وجعلها همزة وصل بين الشمال والجنوب، كما كانت نقطة التقاء وتجمع المجاهدين إبان الثورة التحريرية. وتداول على زاوية مولاي الطيب 6 مقاديم، من بينهم با حاج (سنة 1927)، ولد الصديق يحي، ميلود خنفوسي، الكبير، الحاج علي زراري والعلامة الحاج أحمد حدو الذي وافته المنية شهر أوت 2009 عن عمر يناهز 89 سنة بعد مسيرة عطاء حافلة قضاها في تدريس القرآن والدين، ليتولى أمر الزاوية من بعده الشيخ وزاني علي الذي يشهد له أحد المقربين اليه الأستاذ ز.مختار، مختص في علم الاجتماع، بأنه مواظب على صلاة الصبح بمسجد العتيق منذ 1948. ويشير تقرير الجمعية الثقافية لمولاي الطيب الذي تحوز الخبر على نسخة منه إلى أنه تم تنظيم بسعيدة سنة 1907 أول لقاء جهوي (وعدة مولاي الطيب) لتتوسع منه فكرة إقامة الوعدة السنوية على مستوى جميع الزوايا بالغرب الجزائري. وجاءت الجمعية الثقافية لمولاي الطيب التي تعد أول جمعية ثقافية على مستوى التراب الوطني تتحصل على الاعتماد بعد الاستقلال لتشرف على الزاوية وتسيرها، وهي معروفة على مستوى الوطني بفرقتها الفلكلورية ومعارض أزياءها التقليدية وتأطيرها لوعدة مولاي الطيب، علما أن أول فرقة فلكلورية تأسست سنة 1967 بقيادة محمودي عبد الكريم في إطار التبادلات الثقافية والمهرجانات الوطنية، حيث حصلت على عدة جوائز جهوية ووطنية ولازالت إلى يومنا هذا تمارس نشاطها على درب أسلافنا الأمجاد.

## الرياضة
يعدّ نادي مولودية سعيدة أول فريق من الغرب الجزائري وثالث فريق جزائري يحصل على كأس الجزائر على حساب ترجي مستغانم بملعب 20 أوت بالعاصمة سنة 1965 بحضور 18000 مشجّع. و هو اللقب الأول و الأخير للكرة السعيدية ، التي أفلت عن منصات التتويج منذ تلك الفترة و شهدت تذبذب ، كبير إلا أنها كانت و لازالت خزان للمواهب ، أنجبت العديد من الأسماء البارزة ، من الحقبة الإستعمارية لغاية اليوم و الحديث عن الصادرة يجرك حتما لذكر اسم المجاهد البطل سعيد عمارة ، الذي تألق لاعب مع المولودية و في البطولة الفرنسية ، قبل أن يساهم في تألق العديد من الفرق في الجهة الغربية من البلاد الذي كان له الفضل في بروزها ، ولد بمدينة سعيدة في 11 مارس 1933 ، حيث عقود الخمسينات والستينات تألق سعيد عمارة كلاعب كرة قدم بدأ مع مولودية سعيدة، قبل أن يتوجه إلى اتحاد بلعباس. ذاع صيته في نادي ستراسبورغ بفرنسا خلال موسم 1956-1957، وانتقل إلى AS Béziers في العام التالي، وبقي هناك حتى عام 1960، وهي السنة التي انضم خلالها إلى فريق جبهة التحرير الوطني لكرة القدم. نجح هذا الفريق في الدعاية لقضية الجزائرية وكافح من أجل استقلال الجزائر ضد الاستعمار الفرنسي، عقب الاستقلال. عاد سعيد عمارة إلى فرنسا وبالتحديد إلى نادي بوردو الفرنسي والذي وصل إلى نهائي كأس فرنسا في عام 1964. في الموسم الموالي عاد إلى الجزائر، للعب تحت ألوان مولودية سعيدة، الذي فاز في أول موسم بكأس الجزائر سنة 1965. في عام 1971، وضع حد لمسيرته كلاعب كرة القدم، بعد أن كان مدرب ولاعب لشبيبة تيارت. في ذلك العام، درب منتخب الجزائر لكرة القدم، وعاد ودربه في 1972 و1973 و1974 كانت مسيرته التدريبية حافلة ، بتدريب كل من مولودية سعيدة، شبيبة تيارت، مولودية وهران، غالي معسكر، ترجي مستغانم، اتحاد بلعباس، فريق بن غازي الليبي، خريج المعهد الوطني للرياضة مدرب و مكون بباريس من اوائل المتخرجين على يد بولون، مدرب الفريق الوطني الجزائري ، مدير فني للمنتخبات، مكون بالاتحادية الجزائرية لكرة القدم و رئيس ودادية المدربين الوطنيين الجزائريين، مكون بالكنفيدرالية الأفريقية لكرة القدم، مدير فني للفريق الوطني في كأس افريقيا، رئيس الاتحادية الجزائرية لكرة القدم ، رئيس مؤسسة فريق جبهة التحرير الوطني، رئيس مولودية سعيدة، رئيس الرابطة الجهوية لكرة القدم بسعيدة. كل هذه المناصب تقلدها عمي سعيد عمارة الذي يعد واحد من أعيان ولاية سعيدة، على غرار عمار هناك أسماء سعيدية أخرى تألقت في سماء المولودية المحلية على غرار المرحوم مني محمد الذي لم يلتحق بصفوف مولودية سعيدة حتى صنف الاكابر، فلم يتدرج في فئاتها التكوينية اطلاقا، لعب المرحوم مني محمد في ميادين بعض أحياء المدينة خاصة بالكاسطور والعقب بالرائد المجدوب حيث نشأ هذا الطفل الذي استهوى كرة القدم و منعه استحياؤه من التجرؤ و إجراء و لو حصة تجريبية في الفرق الرسمية لمدينته سعيدة. مني محمد برز كوسط ميدان دفاعي مما لفت انتباه مسيري مولودية سعيدة مع نهاية السبعينيات وبدأ مشواره مع مدربين كبار منهم عمارة سعيد، كروم صحراوي، لخضر رحاي وقروج حمزة. هذا الأخير الذي قال عنه مني محمد اللاعب المثالي، المتخلق، المنضبط في التدريبات والذي ينفذ التعليمات حرفيا على أرضية الميدان و يسهل دور المدرب خارج الأرضية و هو يوجه اللعب و رفاقه.

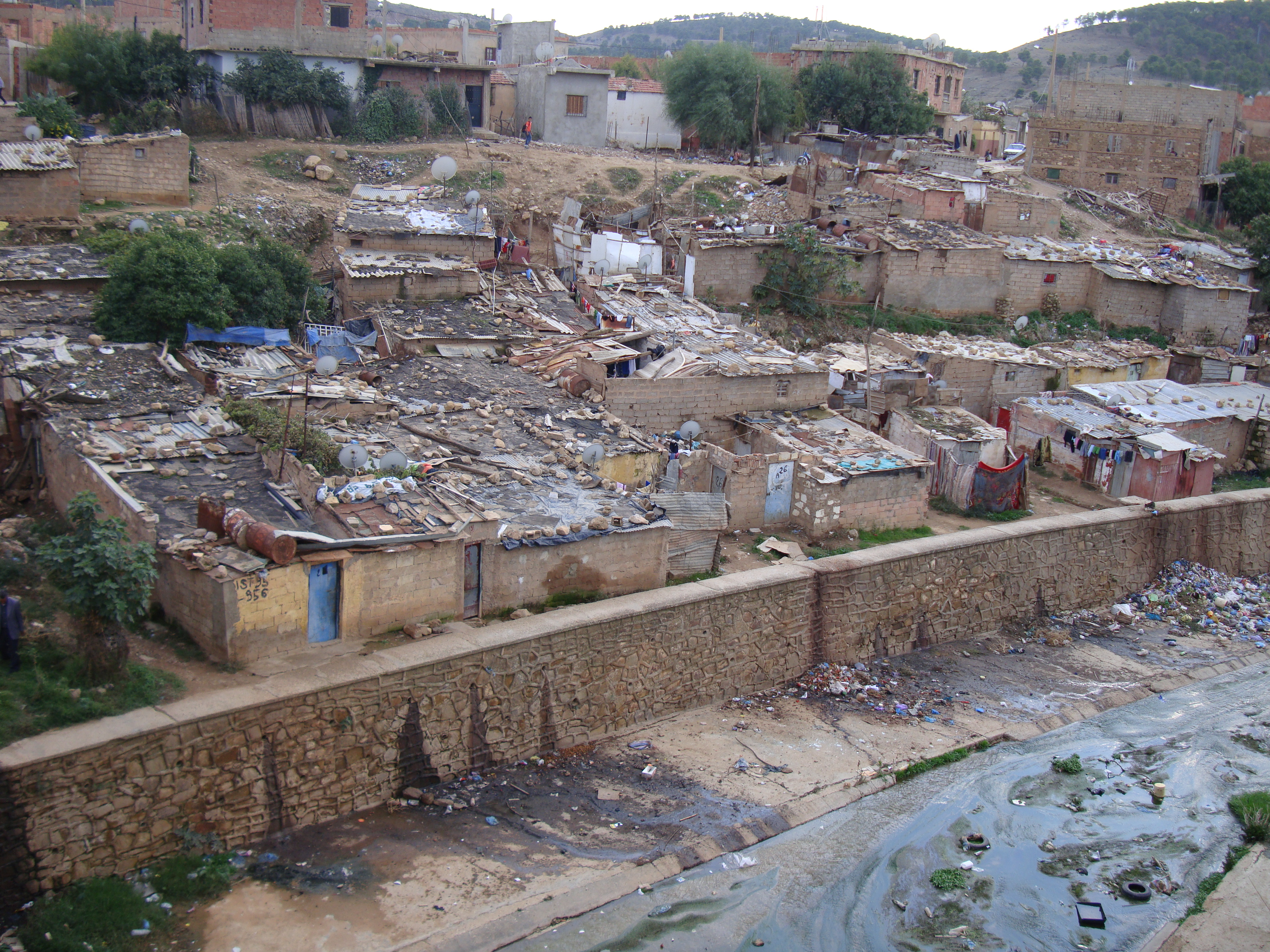
سكان الأحياء القصديرية وسط التلوث البيئي
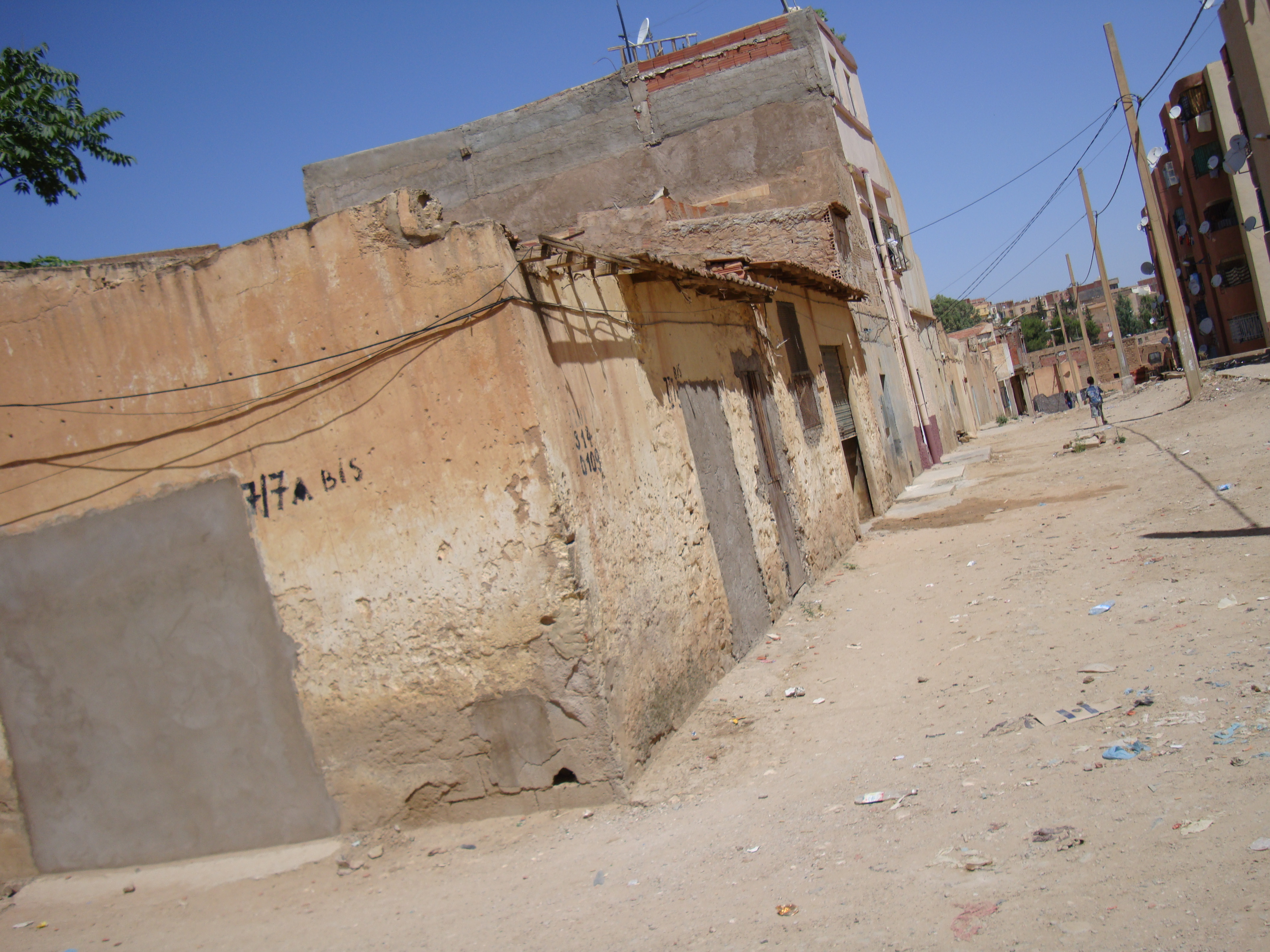
الحي الذي كان يقيم فيه مغني الراي الشاب مامي
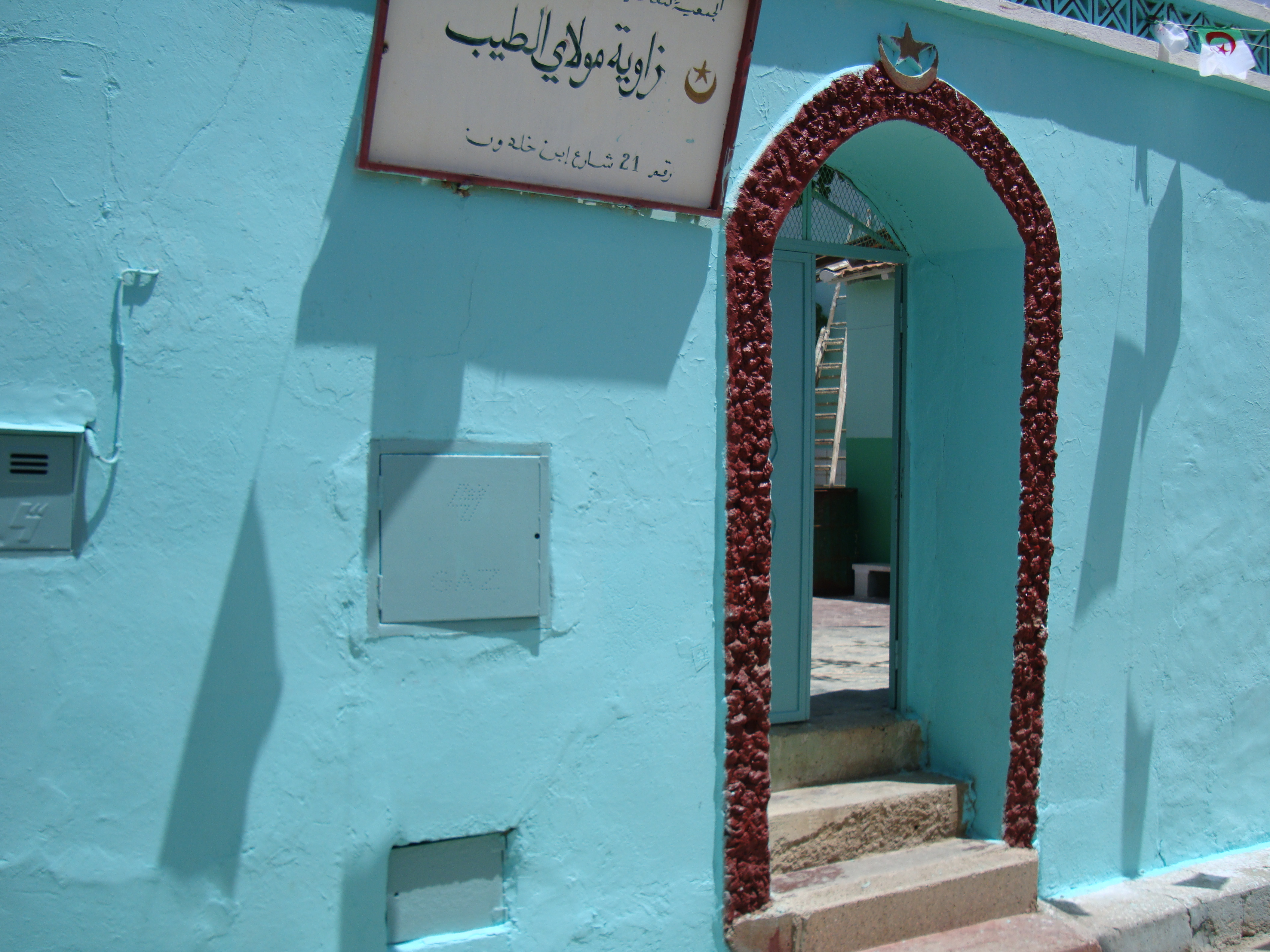
زاوية موااي الطيب بسعيدة

## وصلات خارجية
- الموقع الرسمي
- إذاعة سعيدة الجهوية